# Khởi nghĩa Warszawa
Khởi nghĩa Warszawa (tiếng Ba Lan: powstanie warszawskie) là một cuộc nổi dậy diễn ra trong thế chiến thứ hai do lực lượng kháng chiến Ba Lan Armia Krajowa (AK) tiến hành để giải phóng Warszawa từ tay Đức Quốc xã. Cuộc nổi dậy được tiến hành nhằm vào thời điểm quân đội Xô-viết đang tấn công tiếp cận tuyến sông Wisla. Theo nhận định của những người lãnh đạo cuộc khởi nghĩa này, trước sức ép của quân đội Liên Xô, quân Đức sẽ buộc phải rút chạy. Tuy nhiên, quân đội Đức Quốc xã không những không bỏ Warszawa mà còn tập trung về đây 5 sư đoàn xe tăng và các sư đoàn bộ binh mạnh cùng nhiều đơn vị cơ giới SS, cảnh vệ, cảnh sát và quân lê dương. Một mặt, các sư đoàn xe tăng Đức đã chặn đứng cuộc tấn công của xe tăng Liên Xô ở bờ Đông sông Wisla, phong tỏa các đầu cầu, buộc quân Liên Xô phải dừng lại. Mặt khác, các lực lượng SS và cơ giới Đức dưới quyền chỉ huy của tướng SS gốc Ba Lan Erich von dem Bach-Zelewski đã tập hợp đủ lực lượng đánh bại quân khởi nghĩa Ba Lan, tàn sát thường dân Ba Lan. Liên Xô và các đồng minh Anh, Hoa Kỳ đã tổ chức cầu hàng không để tiếp tế cho những người khởi nghĩa và dùng không quân để yếm hộ cho họ. Tuy nhiên, các hoạt động đường không đã không thể xoay chuyển được tình thế trên mặt đất.

## Diễn biến
Trong thời gian quân đội Liên Xô đang chiến đấu trên các bàn đạp ở sông Wisla, ngày 1 tháng 8 năm 1944 quân kháng chiến Ba Lan thuộc lực lượng Armia Krajowa đã tiến hành khởi nghĩa ở thành phố Warszawa hưởng ứng theo phong trào khởi nghĩa thuộc Chiến dịch Giông tố. Một trong các mục đích của lực lượng Armia Krajowa trong việc giải phóng Warszawa là chứng tỏ tính hợp pháp của chính phủ lưu vong Ba Lan trong cuộc chiến giải phóng dân tộc cũng như hy vọng giành được sự công nhận về mặt chính trị của Liên Xô. Armia Krajowa cũng hy vọng quân đội Liên Xô - vì cần Warszawa làm bàn đạp cho các cuộc tấn công tiếp theo - sẽ giúp đỡ họ giải phóng thủ đô Ba Lan. Ngày 25 tháng 7, khi Tập đoàn quân xe tăng 2 (Liên Xô) còn cách quận Praga hơn 20 km về phía đông nam và phải đối phó với các đòn phản kích ngày càng mạnh hơn của các sư đoàn xe tăng Đức thì tướng Tadeusz Bór-Komorowski, Tổng chỉ huy "Armija Krajowa" tại Warszawa đã phớt lờ cảnh báo của Bộ chỉ huy tối cao quân đồng minh Anh - Mỹ tại châu Âu rằng họ không thể trông đợi vào sự giúp đỡ của người Anh. Ông báo tin cho Chính phủ Ba Lan lưu vong tại London:
| “                        | Chúng tôi đã sẵn sàng để bất kỳ lúc nào cũng có thể nổ súng chiếm lấy Warszawa | ” |
| — Tadeusz Bór-Komorowski |                                                                                |   |

Do sợ bị "chậm chân" nên Bộ chỉ huy "Armia Krajowa" tổ chức cuộc khởi nghĩa một cách vội vã. Vì vậy, thời điểm cuộc khởi nghĩa nổ ra không thống nhất, công tác bảo mật cũng rất kém cỏi khiến tính chất bất ngờ của cuộc khởi nghĩa bị mất. Nhiều binh sĩ của "Armia Krajowa" phải tự đi tìm người chỉ huy của mình. Đến lượt họ, những chỉ huy này cũng không nắm được địa điểm đặt các kho vũ khí, trang bị. Đến hết ngày đầu tiên, mới chỉ có 3.500 chiến binh trong tổng số 16.000 chiến binh của "Armia Krajowa" được trang bị vũ khí bộ binh cá nhân. Điều đó làm cho các cuộc tấn công diễn ra với cường độ yếu ớt. Quân Đức tại Warszawa vẫn chiếm giữ được các trung tâm thông tin, các đầu mối giao thông, các sở chỉ huy và các trung tâm năng lượng chủ chốt.

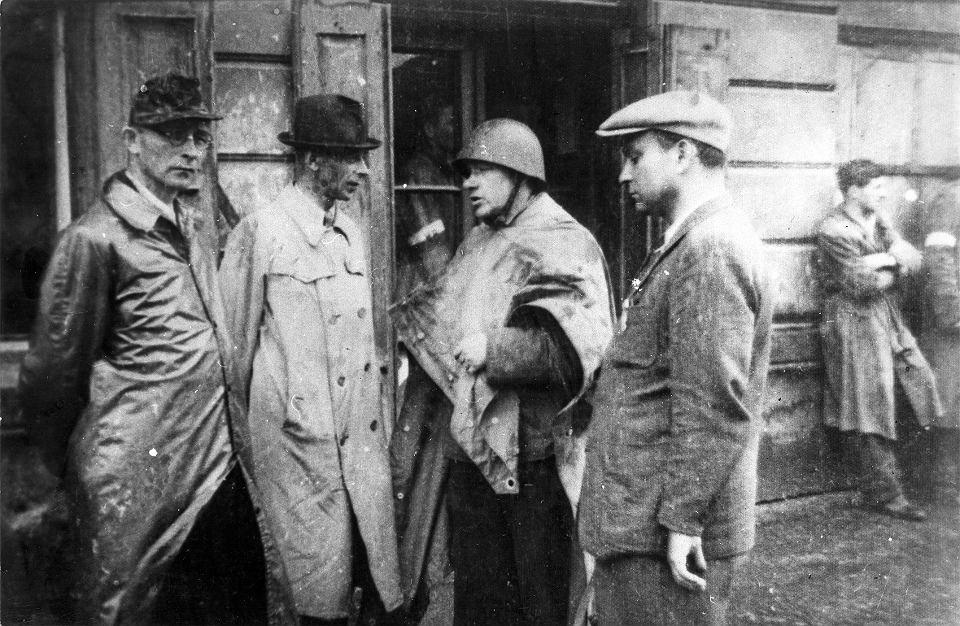
Tướng Bór-Komorowski và đại tá Radoslaw-Mazurkiewicz kiểm tra các vị trí của quân khởi nghĩa, ngày 4 tháng 8 năm 1944

Kế hoạch của Bộ tham mưu quân đội Krajowa do tướng Bór-Komorowski dự kiến chỉ sử dụng lực lượng Armia Krajowa đánh chiếm các mục tiêu trọng yếu trong thành phố, sau đó tổ chức phòng thủ và "ngồi chờ" quân đội Liên Xô kéo vào. Nhưng tin tức về cuộc khởi nghĩa sắp nổ ra đã lan đi khắp hang cùng ngõ hẻm của Warszawa khiến cho hầu như toàn thể người dân Ba Lan còn sinh sống tại Warszawa đều tự nguyện tham gia vào cuộc khởi nghĩa này. Quy mô của nó vượt ra ngoài dự tính của tướng Bór-Komorowski và chính phủ lưu vong Ba Lan ở London. Hàng nghìn người Ba Lan xếp hàng tại các điểm đóng quân của các chi đội Armia Krajowa để chờ được phân phát vũ khí. Hàng vạn người Ba Lan đã tự nguyện xây dựng các chiến lũy, đặt các chướng ngại vật trên các tuyến phố, tổ chức tiếp tế hậu cần cho các chi đội Armia Krajowa. Người dân Warszawa nhân cơ hội này đã trút mọi căm thù của mình tích tụ từ năm 1939 đến nay lên đầu quân phái xít chiếm đóng. Mặc dù trong lời kêu gọi của tướng Bór-Komorowski không hề nhắc đến sự giúp đỡ của người Nga nhưng người dân Ba Lan vẫn tin rằng quân đội Liên Xô sẽ đến giúp đỡ họ.
Ngày 2 tháng 8, Nguyên soái K. K. Rokossowski nhận được tin tức từ trinh sát báo cáo về cuộc nổi dậy ở Warszawa nhưng không nắm được các diễn biến cụ thể. Ông liên lạc với những người của Ủy ban giải phóng dân tộc Ba Lan (tiếng Ba Lan: Polski Komitet Wyzwolenia Narodowego, PKWN), bộ chỉ huy Quân đội Nhân dân Ba Lan (tiếng Ba Lan: Ludowe Wojsko Polskie, LWP)và Mặt trận nhân dân yêu nước (tiếng Ba Lan: Krajowa Rada Narodowa, KRN) nhưng họ đều không biết gì về kế hoạch khởi nghĩa của "Armia Krajowa". Tuy nhiên, khi đông đảo nhân dân Warszawa đã đứng lên khởi nghĩa thì Bộ chỉ huy quân đội nhân dân Ba Lan hoạt động bí mật tại Warszawa đã chủ động bắt liên lạc với "Armia Krajowa" và tự đặt mình dưới quyền chỉ huy của "Armija Krajowa" nhưng đáp lại họ là sự cự tuyệt của tướng Bór-Komorowski. Bộ tư lệnh Phương diện quân Belorussia 1 cũng cố sức để bắt liên lạc với những người lãnh đạo cuộc khởi nghĩa nhưng các bức điện của nguyên soái Rokossowski gửi cho tướng Bór-Komorowski đều không được hồi đáp. Không những thế, tướng Bór-Komorowski còn nghiêm cấm cấp dưới tiếp xúc với các tổ chức cánh tả chống phát xít ở Ba Lan. Ông ta muốn một mình giành lấy thắng lợi của cuộc khởi nghĩa này.

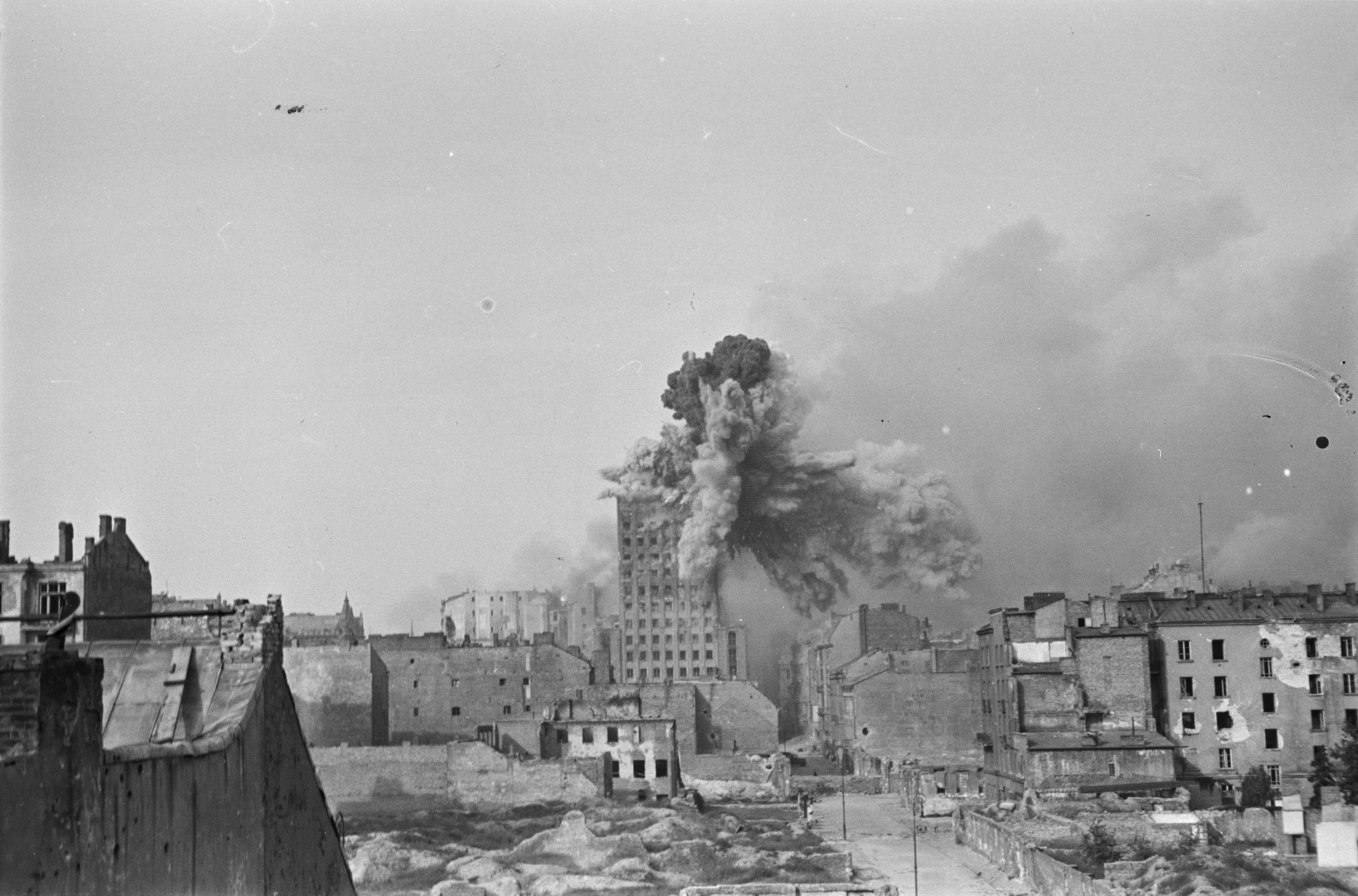
Quân đội Đức Quốc xã ném bom và bắn phá Warszawa, ngày 28 tháng 8 năm 1944

Trong khi tình hình mặt trận sông Wisla đang diễn biến hết sức phức tạp thì cuộc khởi nghĩa Warszawa đã nổ ra một cách bất ngờ với quân đội Liên Xô nhưng lại không hoàn toàn bất ngờ với quân đội Đức Quốc xã. Ngay từ cuối tháng 7, bộ máy mật thám Gestapo (Đức) đã nắm được nhiều thông tin về kế hoạch "Dông tố" (Kế hoạch khởi nghĩa của Armia Krajowa). Kế hoạch này không chỉ giới hạn ở thủ đô Warshawa Ba Lan mà còn dự kiến sẽ triển khai ở nhiều thành phố lớn của Ba Lan như Radom, Lyublin, Byalistok, Krakov và lan sang cả phần lãnh thổ Ukraina, Byelorussia, Litva tại Lvov, Brest, Vilnius, Siaulyai, Grodno, Kaunas. Do Gestapo đã cài được người của mình vào tổ chức của "Armia Krajowa" nên rất nhiều thành viên hoạt động bí mật của lực lượng Armia Krajowa đã bị bắt và một số trong đó đã khai báo với Gestapo về kế hoạch này. Người Đức chỉ bất ngờ về thời điểm nổ ra cuộc khởi nghĩa sớm hơn dự kiến và phạm vi của nó chỉ giới hạn tại Warszawa và các vùng phụ cận thay vì nổ ra đồng loạt ở nhiều thành phố Ba Lan  Thống chế Walter Model đứng trước hai sự lực chọn: hoặc là dẹp quân khởi nghĩa trước rồi phản công quân đội Liên Xô; hoặc phản công quân đội Liên Xô trước rồi "dẹp loạn" sau. Và Hitler đã cho ông ta một đáp số tối ưu: đó là Heinrich Himmler, một người đang muốn "rửa nhục" cho SS và Gestapo sau vụ ám sát hụt Hitler xảy ra ngày 20 tháng 7 năm 1944. Theo đánh giá của Tổng hành dinh quân đội Đức Quốc xã tại Đông Phổ, các đòn tấn công của Tập đoàn quân xe tăng 2 (Liên Xô) nguy hiểm hơn và chính nó là nguyên nhân kích thích lực lượng Armia Krajowa nổi dậy để chiếm quyền kiểm soát Warszawa trước khi quân đội Liên Xô tiến công đến. Nếu chặn được đà tấn công của quân đội Liên Xô, quân Armia Krajowa sẽ bị cô lập và không thể chống lại lực lượng áp đảo của quân đội Đức Quốc xã. Các biện pháp đặc biệt đã được Thống chế Walter Model thực thi nhanh chóng. Trên mặt trận Praga - Volomin ở phía đông sông Wisla, 5 sư đoàn xe tăng và 2 sư đoàn bộ binh được triển khai. Kể từ sau trận Kursk, đây là lần đầu tiên quân đội Đức Quốc xã bố trí một lực lượng xe tăng dày đặc trên một chính diện chỉ vỏn vẹn chưa đầy 30 km từ Cherna Struga vòng qua Razmin và Trush xuống đến Palyenya, phía bắc Minsk-Mazowiecki với tâm điểm là Volomin. Trong giai đoạn đầu, việc trấn áp cuộc khởi nghĩa Warszawa được giao cho các sư đoàn cảnh vệ SS và lực lượng bảo vệ hậu phương mặt trận của quân đội Đức Quốc xã gồm Sư đoàn SS Reichsführer, Sư đoàn cảnh binh SS Warshawa, Cụm tác chiến SS Gruppenführer SS Von Bach-Selevskogo và Lữ đoàn Kaminsky. Đích thân Thống chế SS Heinrich Himmler được Adolf Hitler giao nhiệm vụ "bình định" khu vực Warszawa.

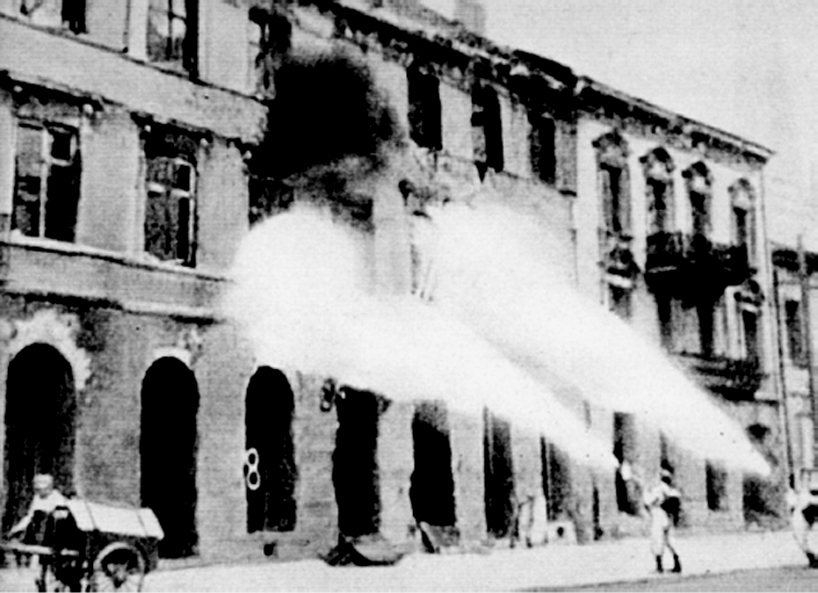
Lính Đức Quốc xã sử dụng súng phun lửa đốt phá Warszawa

Với dự trữ đạn dược chỉ đủ dùng trong 4 đến 5 ngày và không có vũ khí hạng nặng, trong tuần đầu, lực lượng khởi nghĩa đã chiếm được nhiều khu phố quan trọng. Tuy nhiên, sức chiến đấu của họ nhanh chóng giảm sút khi lợi thế bất ngờ đã bị mất và họ bắt đầu bị quân Đức phản công, chia cắt. Sau khi đánh thiệt hại nặng Tập đoàn quân xe tăng 2 (Liên Xô), chỉ trong một tuần, Thống chế SS Heinrich Himmler đã điều đến khu vực nội đô Warszawa Sư đoàn xe tăng "Hermann Goreing", Sư đoàn SS "RONA" của tướng Bronislav Kaminski, Lữ đoàn đặc nhiệm SS Dirlewanger, Sư đoàn Lê dương Bergmann, Sư đoàn cảnh sát SS Poznań, Trung đoàn xe tăng xung kích 4 và lực lượng cảnh sát dã chiến SS tại Warszawa. Tất cả được đặt dưới quyền chỉ huy của Thượng tướng SS Erich von dem Bach-Zelewski.
Ngày 13 tháng 8, 39.000 quân Đức bắt đầu tấn công quân khởi nghĩa ở khu phố cổ Warszawa. Quân "Armija Krajowa" ở đây chỉ có mấy chi đội với quân số không quá 5.000 người không thể là đối thủ của các sư đoàn Đức thiện chiến hơn và được trang bị đầy đủ cho dù họ nhận được sự giúp đỡ của gần 100.000 dân sinh sống tại đây. Ban đầu, quân Đức sử dụng xe tăng và pháo hạng nặng nhưng những thứ vũ khí đó đều vô hiệu trước mạng lưới nhà cửa và công trình xây dựng dày đặc cũng như chiến thuật du kích của những người khởi nghĩa. Ngày 15 tháng 8, tướng Erich von dem Bach-Zelewski thay đổi chiến thuật, sử dụng các đội lính đặc nhiệm SS, lính lê dương và sư đoàn SS "RONA" để dập tắt từng hỏa điểm, đánh chiếm từng con phố, từng căn nhà. Ngày 21 tháng 8, quân Đức đã thu hẹp diện tích chiếm đóng của quân khởi nghĩa vào một khu vực rộng không quá 1 km vuông. Ngày 31 tháng 8, hơn 3.000 quân "Armija Krajowa" còn sống sót đã bỏ khu phố cổ Warszawa để di tản đến các vùng chiếm đóng lớn hơn của họ tại khu trung tâm thành phố, các quận Mokotów, Genrików và Zoliborz.
Ngày 2 tháng 9, tướng Erich von dem Bach-Zelewski mở cuộc tấn công vào các lực lượng chủ yếu của "Armija Krajowa" tại khu vực trung tâm thành phố. Mũi tấn công của Trung đoàn xe tăng 4 (Đức) đánh dọc theo bờ Tây sông Wisla nhằm chia cắt lực lượng của quân khởi nghĩa với lực lượng của Tập đoàn quân Ba Lan 1 lúc này đang tấn công lên Praga. Ngày 14 tháng 9, Tập đoàn quân 47 và Tập đoàn quân Ba Lan 1 đánh chiếm quận Praga. Đáng lẽ đây là thời điểm thích hợp nhất để phát động khởi nghĩa nhằm bảo vệ các cây cầu qua sông Wisla nhưng bây giờ thì quân Đức đã phá hủy tất cả các cây cầu đó. Từ ngày 16 đến ngày 23 tháng 9, các sư đoàn bộ binh Ba Lan 1 và 3 thuộc Tập đoàn quân Ba Lan 1 dưới quyền chỉ huy của tướng Zygmunt Berling đã dùng xuống đổ bộ vượt sang bờ Tây sông Wisla tại khu vực Tserniakhov. Nguyên soái G. K. Zhukov giao nhiệm vụ cho các sư đoàn của Zygmunt Berling đánh chiếm phần phía nam Warshawa từ Đại lộ 3-5 đến Đại lộ Jeruslim và trụ lại tại đây để sau này tiếp tục tấn công lên phía bắc. Nếu bắt liên lạc được với quân khởi nghĩa thì tổ chức đột kích ngay lên phía bắc, phối hợp với mũi đột kích từ phía tây bắc của Tập đoàn quân 65 đánh vào và từ phía nam của Tập đoàn quân cận vệ 8 đánh lên.
Hoạt động trên một khu vực đầu cầu rất hẹp có địa hình bờ sông dốc đứng và vấp phải hỏa lực dày đặc của pháo binh và xe tăng Đức nên các sư đoàn của Tập đoàn quân Ba Lan 1 không thể mở rộng căn cứ bàn đạp tại khu vực Tserniakhov mà chỉ mong giữ được nó. Mặc dù được năm cụm pháo binh Liên Xô gồm gần 300 khẩu có cỡ nòng từ 76 mm đến 203 mm yểm hộ nhưng các mũi tấn công lên phía bắc của các Sư đoàn bộ binh Ba Lan 1 và 3 đều bị Sư đoàn xe tăng "Hermann Goering" và Sư đoàn bộ binh 541 (Đức) chặn đứng với thương vong khá lớn. Ngày 18 tháng 9, Trung đoàn bộ binh 6 của Sư đoàn bộ binh Ba Lan 2 được đưa qua sông Wisla trong làn hỏa lực dày đặc của quân Đức nhằm chiếm một đầu cầu nhỏ tại khu vực Poniatovsky nhưng chỉ sau ba ngày, Sư đoàn bộ binh 252 (Đức) đã lấy lại căn cứ đầu cầu này.
Ngày 15 tháng 9, sĩ quan vô tuyến diện trong Bộ tư lệnh của tướng Tadeusz Bur-Komorowski được lệnh bắt liên lạc với quân đội Liên Xô và yêu cầu đầu tiên của tướng Antoni Chruściel (bí danh hoạt động là Monter), tham mưu trưởng của "Armija Krajowa" là trợ giúp vũ khí và lương thực. Ngày 17 tháng 9, STAVKA cho phép các máy bay tiếp tế của Anh và Hoa Kỳ được hạ cánh và tiếp nhiên liệu để bay về tại các sân bay của Liên Xô sau khi hoàn thành nhiệm vụ tiếp tế cho quân khởi nghĩa ở Warszawa. Quân đội Liên Xô cũng huy động tổng cộng 2.243 phi vụ chở hàng tiếp tế cho quân khởi nghĩa, đã cung cấp cho họ 156 súng cối, 505 súng chống tăng, 2.667 tiểu liên và súng trường, 3.000.000 viên đạn các loại, 42.000 lựu đạn, 500 km thuốc y tế và 113 tấn lượng thực, thực phẩm. Ngày 18 tháng 9, không quân Anh và Hoa Kỳ cũng huy động 96 máy bay B-17 thả gần 1.000 dù hàng xuống khu vực Warshawa. Tuy nhiên, do thả từ độ cao 4.000 m nên phần lớn số dù hàng này bay sang vị trí của quân Đức, một số khác bay sang vị trí của Tập đoàn quân Ba Lan 1. Chỉ có hơn 20 chiếc dù rơi đúng nơi dóng quân của quân khởi nghĩa. Các phi công Liên Xô dùng thả dù hàng ở độ cao chỉ hơn 200 m nên hầu hết các dù đều rơi chính xác vào vị trí của quân khởi nghĩa.

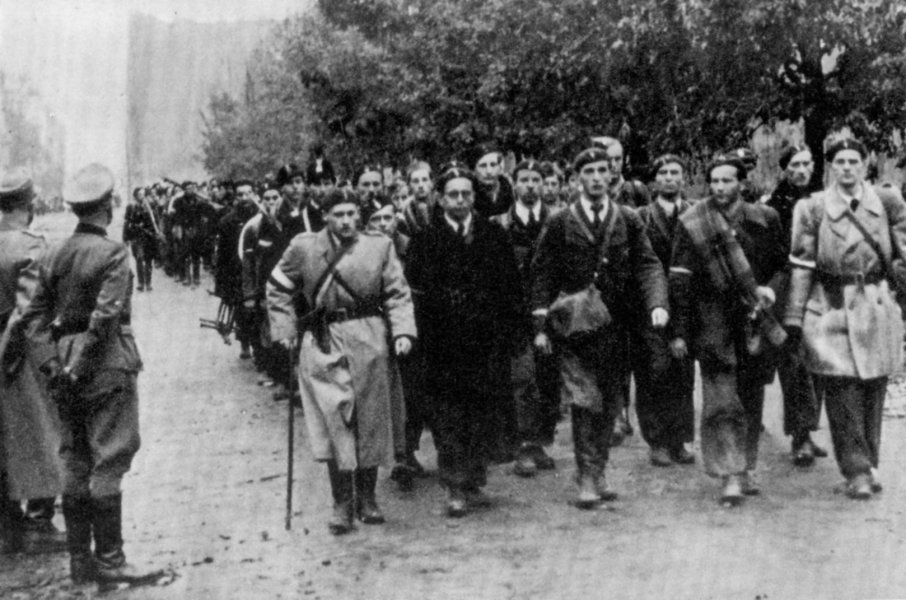
Những người khởi nghĩa thuộc "Armija Krajowa" ra đầu hàng quân đội Đức Quốc xã, ngày 5 tháng 10 năm 1944

Hạ tuần tháng 9, tình hình khu vực đầu cầu của Tập đoàn quân Ba Lan 1 không những không được cải thiện mà còn xấu đi nhanh chóng. Mờ sáng ngày 21 tháng 9, Sư đoàn xe tăng Hermann Goering và Sư đoàn bộ binh 542 (Đức) tổ chức phản công. Sau cuộc pháo kích kéo dài 30 phút, quân Đức thả khói mù và tấn công các trung đoàn của Tập đoàn quân Ba Lan 1 đang bám trụ trên căn cứ đầu cầu Tsernikhov. Liên lạc với các tiểu đoàn 2 và 8 thuộc trung đoàn Ba Lan 6 bị đứt sau khi các tiểu đoàn trưởng tiểu đoàn này đều nhất loạt gọi pháo binh Liên Xô bắn vào vị trí của mình khi họ và quân Đức đã ở thế giáp lá cà. Trung đoàn bộ binh Ba Lan 9 cũng bị quân Đức phản xung phong và chỉ còn bám trụ lại được một đầu cầu rất hẹp có chiều sâu chưa đầy 500 m tính từ bờ tả ngạn sông Wisla. Trong nội đô Warszawa ở bờ Tây sông Wisla, sức chiến đấu của quân khởi nghĩa cũng giảm đi nhanh chóng. Họ bị quân Đức chia cắt thành ba mảnh ở ba quận biệt lập và không còn nối được liên lạc trực tiếp với nhau.
Theo ghi chép của Nga, trong khi tình hình ngày một nghiêm trọng hơn thì Bộ Tổng tham mưu Liên Xô nhận được những tin tức không thể tượng tượng được từ Warszawa báo về. Ngày 20 tháng 9, 7 sĩ quan trong Bộ tham mưu quân khởi nghĩa của tướng Antoni Chruściel (Monter) bỏ chạy sang hàng ngũ Tập đoàn quân Ba Lan 1 cho biết tướng Tadeusz Bur-Komorowski đang thực hiện các hành động phá hoại ngầm từ bên trong hàng ngũ quân khởi nghĩa. Ông ta ra lệnh cưỡng bức các đơn vị thuộc quân đội theo chính phủ của Ủy ban giải phóng dân tộc Ba Lan phải phục tùng mệnh lệnh của mình, buộc họ phải dùng huy hiệu của "Armia Krajowa" và cam kết trung thành với Chính phủ ở London. Những người chống đối đều bị đàn áp bằng vũ lực. Nội bộ quân khởi nghĩa bị chia rẽ nghiêm trong giữa hai lực lượng "Armia Krajowa" (AK) và "Armia Ljudowa" (AL). Trong khi AL yêu cầu hiệp đồng với quân đội Liên Xô để cứu vãn tình hình thì AK tuyên bố sau khi chiếm được Warshawa, sẽ "cấm cửa" thành phố đối với quân đội Liên Xô. Ngày 22 tháng 9, các sĩ quan Ba Lan thuộc PKB, tổ chức quân sự bí mật theo chủ nghĩa dân tộc cực đoan thuộc AK đã bắt cóc các sĩ quan Liên Xô được cử tới giúp đỡ lực lượng AL gồm Đại tá Nikolai Rumyantsev, Thiếu tá Nikolai Gorodetsky và bác sĩ quân y Aleksandrov Ershov. Ngày 21 tháng 9, trung úy Volkov và trung sĩ Lyakhov của Trung đoàn 9 thuộc Tập đoàn quân Ba Lan 1 đã bị quân PKB sát hại khi đang trên đường đi bắt liên lạc với quân khởi nghĩa tại quận Tserniakhov.
Cùng ngày, các sĩ quan liên lạc của Quân đội Liên Xô và Tập đoàn quân Ba Lan 1 tại Bộ tham mưu của tướng Antoni Chruściel đều bị yêu cầu phải rời đi với lý do không thể bảo đảm an toàn cho họ. Đại úy Yan Partsezh, chỉ huy tiểu đoàn 53 của "Armia Krajowa" còn cho biết thêm, tướng Tadeusz Bur-Komorowski đã bí mật liên lạc với trung tướng SS Erich von dem Bach-Zalewski để bàn về việc đầu hàng quân Đức. Lo ngại trước khả năng quân Đức tung ra những tin tức này để chia rẽ quân đồng minh và chia rẽ những người kháng chiến Ba Lan, Bộ Tổng tham mưu Liên Xô đã lệnh cho trinh sát của Phương diện quân Byelorussia 1 và các tình báo viên mặt trận đang hoạt động tại khu vực Warshawa kiểm chứng các thông tin này. Đáng tiếc rằng mọi thông tin đều được xác nhận. Báo cáo của tướng Michał Rolia-Żymierski, tư lệnh quân đội AL ngày 22 tháng 9 cũng xác nhận việc tướng Tadeusz Bur-Komorowski đã dùng vũ lực để buộc các đơn vị AL ở quận Zoliborz phải quy thuận AK. Trước tình hình đó, nguyên soái K. K. Rokossovsky đi đến kết luận phải ngừng các hành động quân sự của Phương diện quân Byelorussia 1 tại khu vực Warshawa và đưa các đơn vị Ba Lan trở lại Praga. Ngày 23 tháng 9, ba trung đoàn của Tập đoàn quân Ba Lan 1 được rút khỏi các đầu cầu và trở về bờ Đông sông Wisla.
Tuy nhiên, sau này thì Ba Lan đã đổ lỗi cho Liên Xô về sự thất bại của khởi nghĩa. Liên Xô, trong suốt cuộc chiến, dù là đồng minh với Ba Lan, song đã có sự bất tin cậy, nghi ngờ giữa hai bên. Theo phía Ba Lan, việc Liên Xô ngừng chiến dịch tấn công, không vượt sông Wisla đã giúp quân phát xít Đức đã kịp gom lại, bẻ nát các đội quân Ba Lan. Đây sẽ chính là hiềm khích sau này giữa Nga với Ba Lan vì vấn đề nổi dậy 1944 Warszawa. Liên Xô vốn có căng thẳng với Ba Lan trong hàng trăm năm lịch sử, với sự thù địch tới từ thời Đế quốc Nga và Đế quốc Ba Lan, khi hai bên đã có nhiều cuộc chiến tranh với nhau. Vì vậy, nhiều người cho rằng khi cuộc nổi dậy nổ ra, Liên Xô đã thể hiện sự hời hợt trong vấn đề này. Stalin sau khi đã cắt ngoại giao với chính phủ lưu vong Ba Lan ở London đã coi chính phủ này là một trở ngại. Có lẽ mục tiêu của Stalin chính là làm suy yếu khả năng của chính phủ lưu vong Ba Lan ở Anh. Stalin cũng cho rằng nếu khởi nghĩa thành công ở Warszawa, Ba Lan sẽ ngả về phương Tây và chống Nga dữ dội. Tuy nhiên cũng có ý kiến buộc tội Franklin D. Roosevelt đã quá hời hợt với cuộc nổi dậy, khi ông khước từ đề nghị của Churchill để giúp cuộc khởi nghĩa. Điều này có lẽ đã giải thích kỹ vì sao các nước Đồng minh đã không giúp đầy đủ cho quân nổi dậy Ba Lan sau này, dẫn đến việc Đức dập tắt nổi dậy Warszawa.

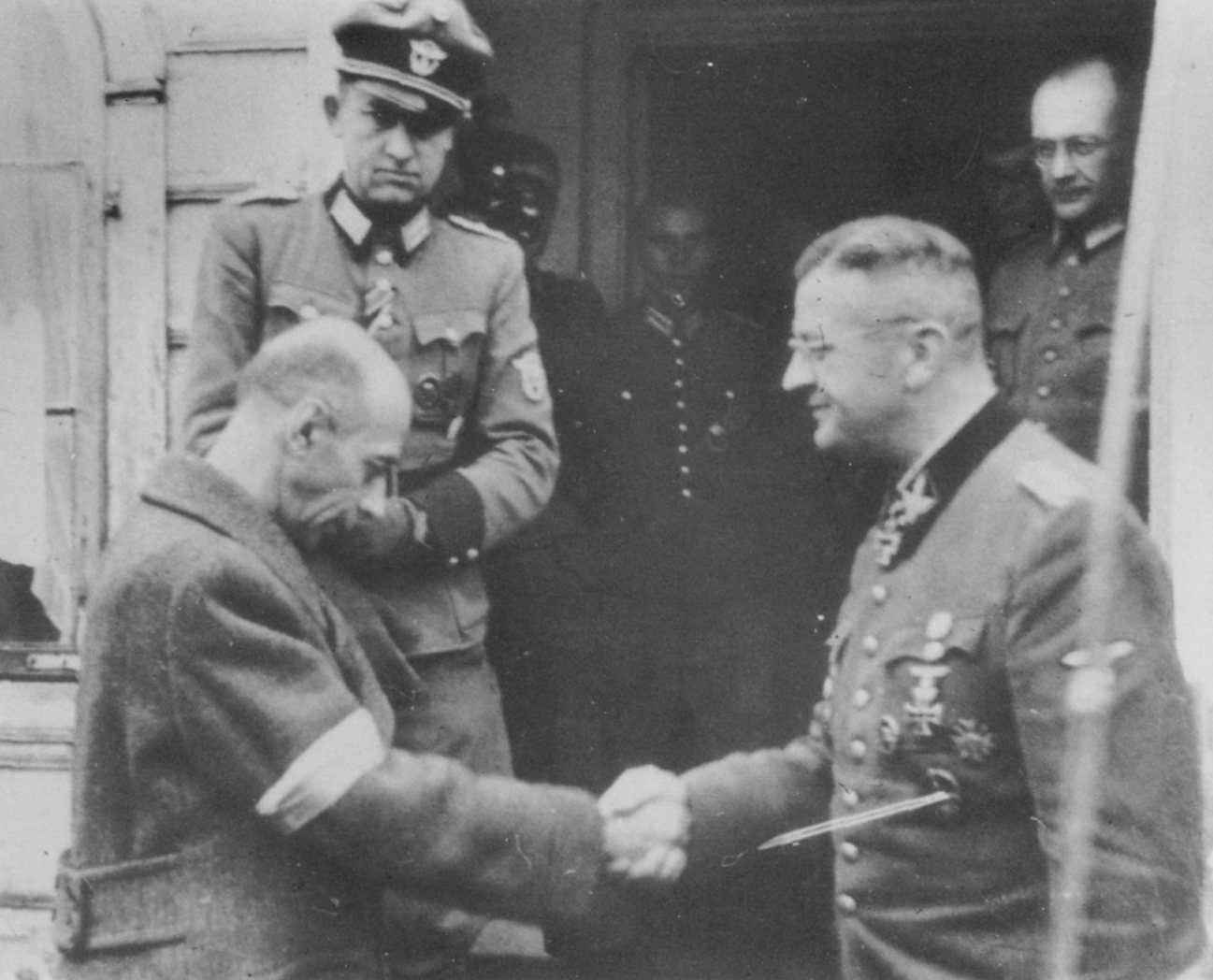
Trung tướng SS Erich von dem Bach-Zalewski tiếp kiến tướng Tadeusz Bur-Komorowski, ngày 4 tháng 10 năm 1944

Ngày 28 tháng 9, tướng trung tướng SS Erich von dem Bach-Zalewski mở cuộc tổng tấn công vào các cụm quân khởi nghĩa đang suy yếu dần. Tuy nhiên, một số ổ chiến đấu vẫn kiên quyết không hạ vũ khí. Những người cộng sản Ba Lan trong Quân đội Nhân dân Ba Lan (Armija Lyudowa) đã liều mạng vượt sông Wisla bắt liên lạc với Tập đoàn quân Ba Lan 1 để vạch kế hoạch rút một nhóm lớn quân khởi nghĩa đang chống cự tại quận Zoliborz sang quận Praga bên bờ Đông sông Wisla dưới sự chi viện của pháo binh và không quân thuộc Phương diện quân Byelorussia 1. Tuy nhiên, tướng Tadeusz Bur-Komorowski lại phá hỏng kế hoạch này khi ngày 30 tháng 9, ông ta ra lệnh cho quân "Armija Krajowa" phải hạ vũ khí đầu hàng ngay lập tức. Một toán nhỏ quân "Armija Krajowa" do thiếu tá Saniavsky chỉ huy đã bất tuân thượng lệnh, dùng thuyền vượt sang Praga và gia nhập vào Tập đoàn quân Ba Lan 1. Ngày 2 tháng 10, tướng Tadeusz Bur-Komorowski cùng Bộ tham mưu của mình ra hàng quân Đức và được tướng SS Erich von dem Bach-Zalewski đón tiếp trọng thị khi ông ta dành một ngôi biệt thự sang trọng còn sót ở Warshawa cho tướng Tadeusz Bur-Komorowski trú ngụ.
Trong buổi tiếp kiến tướng Tadeusz Bur-Komorowski ngày 4 tháng 10 năm 1944, tướng SS Erich von dem Bach-Zalewski nói:
| “                             | Người Đức và người Ba Lan phải đối mặt với một kẻ thù chung, đó là bọn mọi rợ từ phương Đông (ám chỉ Liên Xô). Cả hai quốc gia bây giờ phải kề vai sát cánh cùng tiếp bước để gánh vác trách nhiệm này... Ngài cứ nghỉ ngơi và giải trí đi, tôi sẽ giúp ngài kiểm soát tình hình và sơ tán thường dân | ” |
| — Erich von dem Bach-Zalewski | |   |

Cái gọi là việc "kiểm soát tình hình và sơ tán thường dân" mà viên tướng SS người Đức gốc Ba Lan này nói đến chính là việc phát xít Đức dìm cuộc khởi nghĩa Warszawa trong biển máu với gần 200.000 người chết.